# Chia-Shun Yih
Chia-Shun Yih (1918 — Tóquio, 25 de abril de 1997) foi um engenheiro estadunidense nascido na China.
Contribuiu com trabalhos fundamentais em mecânica dos fluidos.

## Vida
Yih nasceu em Guiyang, capital da província chinesa de Guizhou. Cursou o ensino fundamental em Zhenjiang, e o ensino médio em Suzhou, na província de Jiangsu, onde entrou em 1934.
Em 1937 entrou na National Central University (após 1949 denominada Universidade de Nanquim em Jiangsu e após 1952 sua faculdade de engenharia formou a Southeast University, também em Nanquim) e estudou engenharia civil. Graduado em 1941, pesquisou no Laboratório de Hidrodinâmica em Guanxian, na província de Sichuan. Também trabalhou em uma companhia de construção de pontes em Guizhou. Posteriormente lecionou na Guizhou University.
Em 1945 Yih foi estudar na Universidade de Iowa, onde doutorou-se em 1948. Foi professor da Universidade de Michigan durante a amior parte de sua carreira acadêmica.

## Condecorações
- Medalha Theodore von Karman, 1981
- Prêmio Dinâmica dos Fluidos, da American Physical Society,1985[3]
- Prêmio Otto Laporte, 1989

Yih foi membro da Academia Nacional de Engenharia dos Estados Unidos e acadêmico da Academia Sinica.

## Livros
- C.-S. Yih, Fluid Mechanics: A Concise Introduction to Theory. Ann Arbor : West River Press, 1979.
- C.-S. Yih, Stratified Flows, 2nd ed., Academic Press, 1980.
- C.-S. Yih, Fluid Mechanics, Ann Arbor : West River Press, 1988.
- C.-S. Yih (Ed.), Advances in Applied Mechanics, Academic Press, 1982.